# Municipio de Superior (Dakota del Norte)
El municipio de Superior (en inglés: Superior Township) es un municipio ubicado en el condado de Eddy en el estado estadounidense de Dakota del Norte. En el año 2010 tenía una población de 55 habitantes y una densidad poblacional de 0,61 personas por km².

## Geografía
El municipio de Superior se encuentra ubicado en las coordenadas 47°37′47″N 99°4′5″O / 47.62972, -99.06806. Según la Oficina del Censo de los Estados Unidos, el municipio tiene una superficie total de 90.64 km², de la cual 89,94 km² corresponden a tierra firme y (0,77 %) 0,7 km² es agua.

## Demografía
Según el censo de 2010, había 55 personas residiendo en el municipio de Superior. La densidad de población era de 0,61 hab./km². De los 55 habitantes, el municipio de Superior estaba compuesto por el 100 % blancos. Del total de la población el 0 % eran hispanos o latinos de cualquier raza.